# Żółtańce (Chełm)
Żółtańce – część miasta Chełm w województwie lubelskim, w powiecie chełmskim.
Jest to część wsi Żółtańce-Kolonia (dawne działki nr. hip. 1–20 i 47), włączona do Chełma jesienią 1954 w związku z reformą administracyjną państwa.
Leżą w południowo-zachodniej części miasta, na zachodnim brzegu Uherki, w rejonie ulicy Metalowej. Znajduje się tu Osiedle Wesołe i Osiedle Południe.